# Bernardino Giuliana
Bernardino Giuliana (San Cataldo, 17 aprile 1935 – San Cataldo, 29 marzo 1999) è stato un poeta e attore drammatico italiano, precisamente siciliano, interprete tra i più noti di poesia in lingua siciliana, nonché esperto conoscitore della cultura storico-popolare del territorio nisseno.

## Biografia
Nasce a San Cataldo, in provincia di Caltanissetta, primogenito di sei figli, da Salvatore Giuliana e Carmela Rizzo. Nel suo paese natale, frequenta la scuola elementare "E. De Amicis" ed, in seguito, la scuola media dei salesiani.
Dopo aver recitato nelle rappresentazioni teatrali organizzate a scuola, frequenta a Roma la Scuola di teatro diretta da Salvo Randone e conosce Leonardo Sciascia, Ignazio Buttitta, Renato Guttuso, Nonò Salomone, Ciccio Busacca, Vittorio Gassman, Salvatore Quasimodo. 
Ritornato in Sicilia, consegue da adulto il diploma di abilitazione magistrale presso l'istituto "A. Manzoni" di Caltanissetta.
Negli anni 1963-1973 lavora presso l'ANIC (Azienda Nazionale Idrogenazione Combustibili) di Gela. In questo periodo inizia un sodalizio poetico con Mario Gori.
Nel 1973 apre una libreria in San Cataldo, nell'intento di farne un centro della cultura siciliana.
Verso la fine degli anni settanta viene chiamato a dirigere la Biblioteca comunale di San Cataldo, che oggi porta il suo nome.
Sposa nel 1981 Rosa Maria Cigna, trasferendosi nella casa di campagna in contrada Decano. Dal matrimonio nascono due figli.
Nel pieno della sua attività muore per un male incurabile il 29 marzo 1999.

## Attività
Ha tenuto recitals in molte città e in particolare, per conto del "Centro internazionale di etnostoria", nell'ambito delle annuali cerimonie conclusive tenutesi a Palermo (Palazzo dei Normanni) del Premio internazionale di studi etnoantropologici "Giuseppe Pitrè - Salvatore Salomone Marino".
Ha pubblicato nel 1985 L'urtimi uri di Cristu, lauda dialogata con canti popolari, che viene rappresentata in diverse città della Sicilia.
Ha condotto per la RAI, insieme a Ileana Rigano, Lungo il Salso, una trasmissione, in tredici puntate, sulla storia e le tradizioni del territorio nisseno, che darà il nome ad una sua pubblicazione del 1986; è stato ospite in diverse rubriche radiofoniche realizzate da Biagio Scrimizzi ed ha partecipato alla trasmissione, sempre per la RAI, "dal Belvedere di Sicilia e Catania e la sua gente".
In occasione della terza Settimana dei beni culturali e ambientali del Ministero dei beni culturali e ambientali è stato a Roma voce recitante nel recital-concerto Etnostoria di Sicilia.
Nel 1986 ha pubblicato Mi piaci a libertà, accusa esplicita dei mali sociali.
Nel 1992, in occasione delle celebrazioni colombiane, compone su incarico del Centro internazionale di etnostoria Due mondi a confronto, poemetto in versi siciliani sulla scoperta dell'America.
Nel 1994 pubblica presso lo stesso centro la silloge Ventu ca passa.

### 'A Scinnenza
Ha organizzato per vent'anni per la sua città le tradizionali rappresentazioni della Settimana Santa sancataldese ('A Scinnenza). In quest'ambito è stato regista e attore. Ha inoltre rielaborato i testi di Amico Medico, inserendo nella rappresentazione cori, musiche e laudi.

## Premi letterari
- Premio Fardella, 1967  (presidente della giuria Leonardo Sciascia)
- Premio alla cultura "Teatro di Sicilia", 1975

## Opere
Suoi scritti sono stati pubblicati in:
- Sciara (1965);
- Antologia Premio Paceco ”P.Fardella” (1967);
- Arte e Folklore di Sicilia (1975);
- Pezze d'appoggio (1976);
- Poeti Siciliani Contemporanei (1979);
- Canti Siciliani (1980);
- XXV Charter 1954-1984 Lions Club Caltanissetta.

Più recenti i volumi:
- L'urtimi uri di Cristu (1985)
- Lungo il Salso (1986)
- Mi piaci a libertà (1986)
- Due mondi a confronto, Edizioni Siciliane, 1992
- Ventu ca passa, Centro Internazionale di Etnostoria, Palermo, 1994
- Canti a Decano, postumo.